# أنطون بتيغيغ
أنطون بتيغيغ (بالمالطية: Anton Buttigieg)‏ هو كاتب وصحفي وشاعر وسياسي مالطي، ولد في 19 فبراير 1912 في مالطا، وتوفي بنفس المكان في 5 مايو 1983. حزبياً، نشط في حزب العمل (مالطا). وقد انتخب وزير وانتخب رئيس مالطا (27 ديسمبر 1976 – 27 ديسمبر 1981).

## روابط خارجية
- أنطون بتيغيغ على موقع مونزينجر (الألمانية)